# Brajići (Serbia)
Brajići (cyr. Брајићи) – wieś w Serbii, w okręgu morawickim, w gminie Gornji Milanovac. W 2011 roku liczyła 46 mieszkańców.